# Siltuximab
El siltuximab, es vendido bajo la marca Sylvant, y es un medicamento que se usa para tratar la enfermedad de Castleman multicéntrica  en personas que no tienen VIH ni herpesvirus humano-8. Se administra mediante inyección gradual en una vena.
Los efectos secundarios es este medicamento incluyen sarpullido, picazón, aumento de peso, hinchazón, niveles bajos de plaquetas e infecciones de las vías respiratorias superiores; otros efectos secundarios pueden incluir anafilaxia y perforación gastrointestinal. El siltuximab es un anticuerpo monoclonal quimérico que se une a la interleucina 6 bloqueando así su actividad.
Este medicamento fue aprobado para uso médico en los Estados Unidos y Europa en  el 2014. En el Reino Unido, le cuesta al NHS alrededor de 1700 libras esterlinas  por vial de 400 mg a partir del 2021. Esta cantidad en Estados Unidos cuesta unos 5200 dólares estadounidenses.